# René Viguier
Pour les articles homonymes, voir Viguier.
René Adrien Léon Jules Viguier, né le 19 mai 1880 dans le 7e arrondissement de Paris, et mort le  17 janvier 1931 à Caen est un botaniste français.

## Biographie
Il commence sa carrière comme préparateur au Muséum national d'histoire naturelle, aux côtés de Philippe Édouard Léon Van Tieghem.
Puis il devint maître de conférence en botanique coloniale à la Sorbonne, avant d'être nommé professeur professeur à la Faculté des Sciences de Caen.
Sa thèse en Biologie, en 1906, porte sur la classification des Araliacées et fut suivie de plusieurs notes relatives à la systématique de cette famille. Il traitera des Araliacées dans la Flore générale de l'Indochine (t. II, fasc. 9, 1923).
Il tâta de la paléobotanique en étudiant les plantes fossiles des travertins de Sézanne conservées au laboratoire de Géologie de la Sorbonne et il décrivit un genre nouveau Sezannella. Puis, avec Paul-Honoré Fritel, il poussa des recherches sur un bois de conifère fossile : Cuppressinoxylon Delcambrei.
En 1912, il fit avec Henri Humbert un voyage à Madagascar, d'où il rapporta des échantillons de plus de deux mille plantes. Il en étudia particulièrement les genres Grewia, Helichrysum et les Guttifères. Il préparait une monographie des Fabacées de Madagascar quand la camarde vint le faucher à l'âge de 51 ans.
Il devient membre de la Société botanique de France en 1904, de la Société linnéenne de Normandie en 1919 & de la Société linnéenne de Lyon en 1921.
Il est des membres fondateurs de la Station internationale de géobotanique méditerranéenne et alpine de Montpellier.

## Ses publications
- Recherches anatomiques sur la classification des araliacées, Annales des sciences naturelles, Botanique, 1906, 9e série, t. IV, II-211 p., Thèses présentées à la Faculté des sciences de Paris pour obtenir le grade de docteur ès sciences naturelles.
- Anatomie du Geum Rivale à Prolifération centrale, 1907.
- Guttifères nouvelles de Madagascar, avec Henri Humbert, Bulletin de la Société botanique de France, 1914, t. 71, pp. 130–131.
- Sur certains Helichrysum de Madagascar (ancien genre Aphelexis Boj.), avec Henri Humbert, Bulletin de la Société botanique de France, 1914, t. 71, pp. 42–187 et 242-245.
- Sur deux Senecio frutescents de Madagascar (S.faujasioides Bak. et S. Brownii nov. sp.), avec Henri Humbert, Bulletin de la Société botanique de France, 1914, t. 71, pp. 21–27.
- Sur le Crotalaria ibityensis nov. sp. de Madagascar, avec Henri Humbert, Bulletin de la Société botanique de France, 1914, t. 71, pp. 94–98.
- Les Bongo de Madagascar, avec H. Humbert, L'Agriculture pratique des pays chauds, s.d., 8 p.